# Kelle Marie

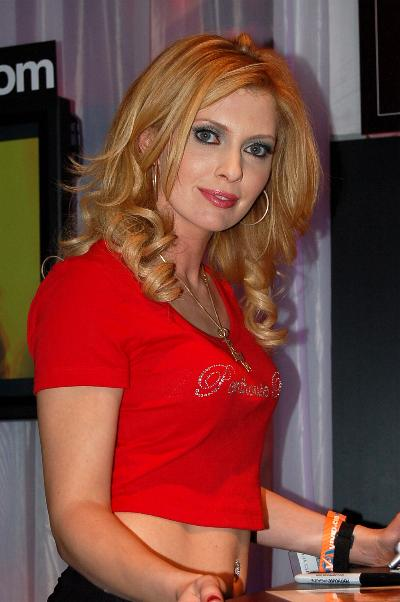
Kelle Marie, 2006

Kelle Marie (* 1. Oktober 1980 als Kelle Marie Farmar in Cardiff, Wales) ist ein britisches Model und Pornodarstellerin.

## Karriere
Sie begann ihre Modelkarriere im Alter von 16 Jahren, wo sie oben ohne als Page-3-Girl der britischen Zeitungen zu sehen war. Seitdem hat sie für Männermagazine wie Playboy Lingerie, Club, und Mayfair gemodelt. Im Mai 2001 wurde sie zum „Penthouse Pet of the Month“ gewählt.
Kelle Marie hat seit 2000 ca. 75 Pornofilme gedreht und ist bekannt für ihre Arbeit mit dem Regisseur Andrew Blake, wie beispielsweise in den Edelproduktionen Blond & Brunettes und Hard Edge. Sie ist auch in Produktionen von ClubJenna, Vivid Entertainment Group und in Filmen von Viv Thomas sowie in Werken von Michael Ninn für Ninn Worx (Fem L’amour, Soloerotica 3) zu sehen. Am 4. November 2003 hatte sie einen Auftritt in der Howard Stern Show.
Im Mai 2007 wurde Kelle Marie einer breiten Öffentlichkeit bekannt, als sie ein Dokumentar-Video für das kalifornische Magazin GOOD über Internet-Pornographie drehte. In dem zweieinhalbminütigen Video sind relevante Daten, Zahlen und Fakten über die Aktivitäten der Pornoindustrie, und der Verbreitung von Pornografie, im Internet zu erfahren. Diese sind auf Kelle Maries nackter Haut geschrieben, welche von ihr auf einem Bett posierend präsentiert werden (z. B. „12 % of all websites are pornographic“, „25 % of all search engine requests are pornographic“ etc.). Das Video hatte auf MySpace Premiere und brachte kurz danach ihre offizielle Website zum Absturz.

## Auszeichnungen & Nominierungen
- 2001: Penthouse Pet of the Month Mai
- 2009: AVN Award Nominierung: Best All-Girl 3-Way Sex Scene – Tera Goes Gonzo

## Filmografie (Auswahl)
- 2000: Star Whores (Fernsehserie, eine Folge)
- 2000: Ram It Up Me
- 2001: Aria
- 2001: Blond & Brunettes
- 2002: Teenage Seduction
- 2002: Single White Female Seeks (Fernsehserie)
- 2002: Porn Idol
- 2003: Hard Edge
- 2003: Solo Erotica 3
- 2003: Howard Stern Show (Fernsehserie, eine Folge)
- 2003: Bound and Ball Gagged
- 2003: Secret Video Diary of a Lesbian Nympho (Fernsehserie)
- 2004: Kelle Marie the Dirty Girl
- 2004: Sex, Footballers and Videotape (Fernsehfilm)
- 2005: Alabama Jones and the Busty Crusade
- 2005: Call Girl Wives (Fernsehfilm)
- 2005: Toy Stories (Fernsehserie)
- 2006: Busty Cops 2
- 2006: Fem: L’amour
- 2007: No Man’s Land 42
- 2007: Timeless
- 2009: Two English Lasses Shagging Outdoors
- 2010: Heaven 2